# Deutsche Teilung

Bundesrepublik Deutschland und West-Berlin (grün), Deutsche Demokratische Republik und Ost-Berlin (orange), 1949–1990

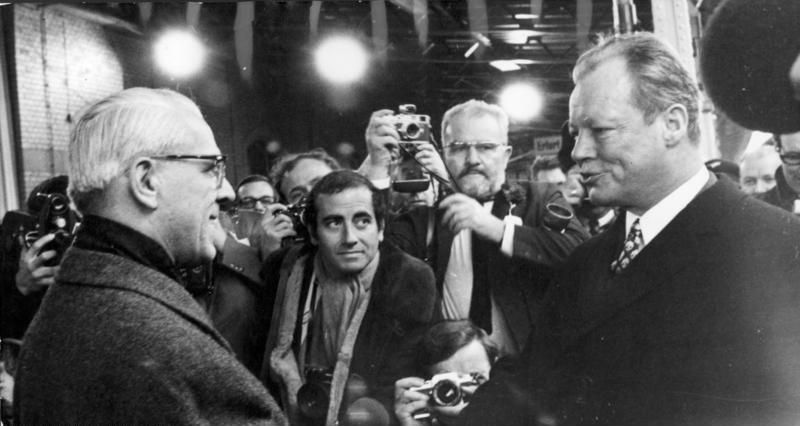
Vorsitzender des Ministerrats Willi Stoph (links) und Bundeskanzler Willy Brandt in Erfurt 1970, das erste Treffen der Regierungschefs der beiden deutschen Staaten

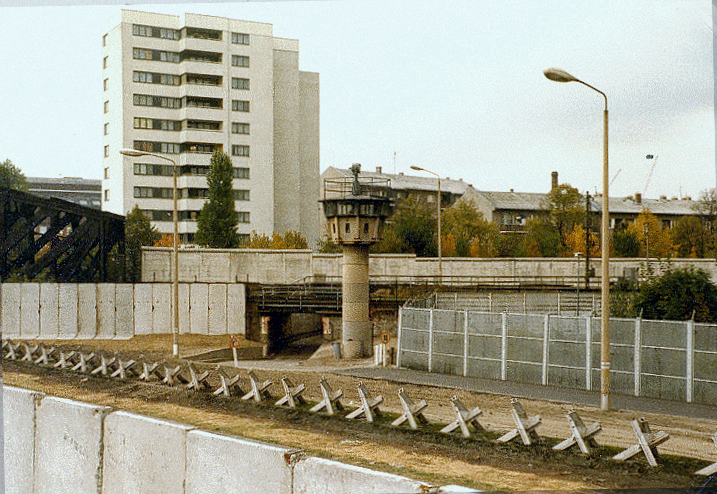
Die Berliner Mauer (1961–1989) war das Symbol der deutschen Teilung. Das Foto wurde 1980 aufgenommen.

Als deutsche Teilung oder Teilung Deutschlands (auch Spaltung Deutschlands genannt) wird die Existenz zweier deutscher Staaten auf dem Gebiet Deutschlands im Zeitraum vom 7. Oktober 1949, als die Deutsche Demokratische Republik (DDR) gegründet wurde, bis zur deutschen Wiedervereinigung am 3. Oktober 1990 bezeichnet. Die DDR trat am 3. Oktober 1990 der Bundesrepublik Deutschland bei. Sie war ein Ergebnis des Zweiten Weltkriegs sowie des anschließenden Kalten Krieges zwischen den einstigen Verbündeten der Anti-Hitler-Koalition, hauptsächlich zwischen den USA und der Sowjetunion.
In dieser Zeit der Teilung waren die beiden deutschen Staaten unabhängig voneinander. Dies unterscheidet sich von den deutschen Staaten vor der deutschen Einigung im Jahr 1871, wo sie Teil unterschiedlicher Konföderationen waren, beispielsweise des Deutschen Bundes. Die Teilung war eine Folge der deutschen Niederlage im Zweiten Weltkrieg. Die Bundesrepublik ist eine liberale Demokratie und unterhält enge Beziehungen zu den USA, während die DDR dem Kommunismus folgte und von der Sowjetunion beeinflusst war. Zu dieser Teilung gehörte auch die im Potsdamer Abkommen von 1945 vereinbarte Abtrennung der Ostgebiete des Deutschen Reiches. Das nördliche Ostpreußen wurde sowjetisch. Die Volksrepublik Polen wurde für ihre Westverschiebung einseitig mit deutschen Gebieten östlich der Oder-Neiße-Grenze entschädigt, die etwa ein Viertel des deutschen Territoriums von 1937 ausgemacht hatten. Mit dieser Westverschiebung mussten die Polen auf ihre Territorien östlich der Curzon-Linie verzichten, die nun den Sowjetrepubliken Ukraine und Weißrussland eingegliedert wurden. Damit verlor sie das Gebiet wieder, das bis 1795 zu Polen-Litauen gehört hatte und das die Zweite Polnische Republik zum Teil in den 1920er Jahren von Russland zurückerobert hatte. Das neue polnische Territorium wurde etwa 20 Prozent kleiner als das Territorium der Zweiten Polnischen Republik.
Mit der Herstellung der Einheit Deutschlands kam es schließlich zur völkerrechtlichen Zession der Ostgebiete zum 3. Oktober 1990 (durch eine Friedensregelung). Zuvor unterzeichneten die beiden deutschen Staaten jedoch 1950 und 1970 separate Verträge mit Polen zur Anerkennung neuer Grenzen.
In einem größeren Zusammenhang gehört die deutsche Teilung zum Komplex der zwischen 1806 und 1990 bestehenden deutschen Frage.

## Vorgeschichte der Teilung 1943–1949
Bereits während des Zweiten Weltkriegs trafen sich die „großen drei“ Alliierten der Anti-Hitler-Koalition – Sowjetunion (UdSSR), Vereinigte Staaten (USA) und Vereinigtes Königreich – zu Konferenzen in Teheran, Jalta und kurz nach dem gemeinsamen Sieg über das nationalsozialistische Deutschland in Potsdam. Gemeinsames Ziel der Verbündeten war, zur Eindämmung einer erneuten Kriegsgefahr ein Wiedererstarken des besiegten Deutschlands (Deutsches Reich) zu verhindern. Zugleich rangen die Alliierten aber auch untereinander um ihre künftigen Einflusszonen auf dem europäischen Kontinent.

### 1943: Teheran-Konferenz

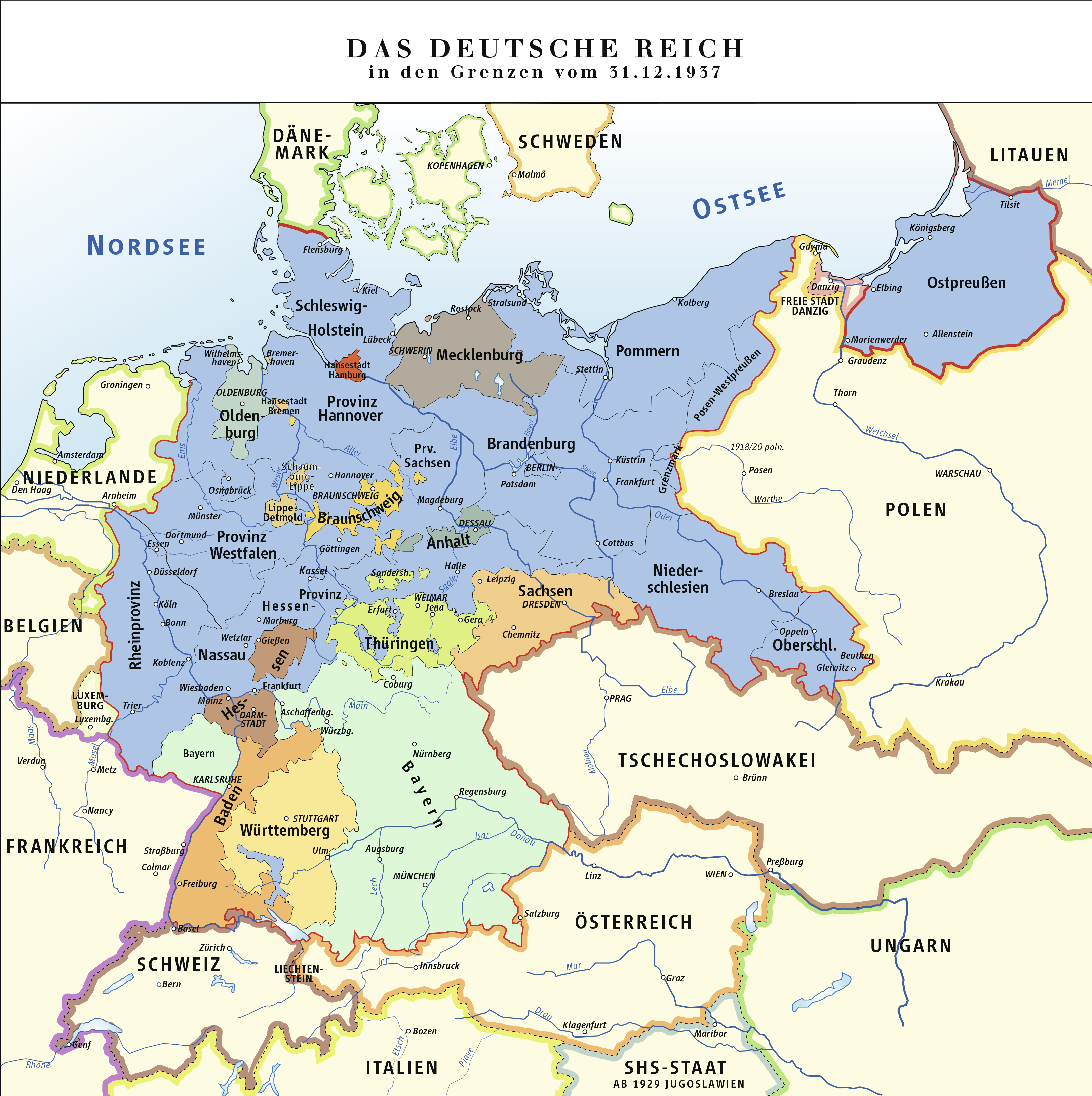
Deutschland in den Grenzen vom 31. Dezember 1937. Die vom NS-Deutschland sich eingegliederten Gebiete wurden anschließend von den Alliierten nicht anerkannt.

Auf der Moskauer Konferenz vom Oktober 1943 legten die Außenminister fest, dass Deutschland in seinen Grenzen von 1937 von den Siegermächten besetzt und bis auf Weiteres auch regiert werden solle. An der folgenden Teheran-Konferenz nahmen der US-Präsident Franklin D. Roosevelt, der britische Premier Winston Churchill und der sowjetische Partei- und Staatschef Josef Stalin teil. Zu dieser Zeit verlief die Frontlinie des Krieges gegen Deutschland noch tief auf sowjetischem Gebiet. Stalin verfocht energisch die Zerschlagung Deutschlands, um dauerhaft Sicherheit vor diesem gewinnen zu können. Man einigte sich auf eine Aufteilung des Deutschen Reiches (damals unter der Herrschaft des von Hitler geführten NS-Staates) in mehrere Teilstaaten oder Protektorate.

### 1945: Konferenz von Jalta

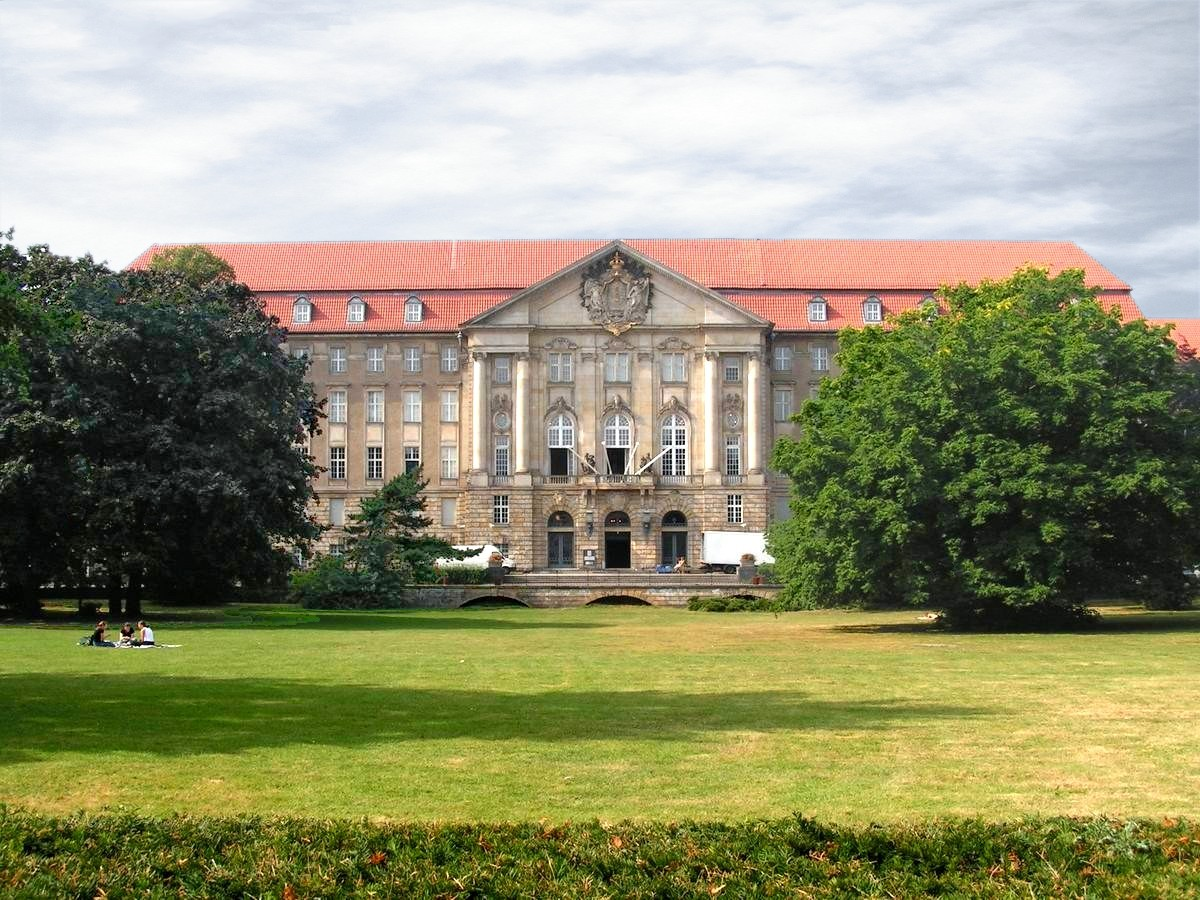
Gebäude des Kammergerichts in Berlin: Tagungsort und Sitz des Alliierten Kontrollrats in Deutschland

Als sich zwei Jahre später die Alliierten im Februar 1945, diesmal in Jalta auf der Krim erneut trafen, um die Erklärung von Jalta zu verabschieden, waren die Interessengegensätze zwischen den Westalliierten und der Sowjetunion bereits deutlicher zutage getreten. Churchill, Roosevelt und Stalin stritten um die Zukunft der ehemaligen deutschen Satellitenstaaten in Ostmittel- und Südosteuropa. Stalin installierte damals bereits in den von der Roten Armee besetzten Gebieten sowjettreue Regimes. Das stand nicht zuletzt in Widerspruch zur britisch-amerikanischen „Atlantik-Charta“ von 1941, in der die beiden Westalliierten vereinbart hatten, Fragen des Territoriums und der Staatsform nicht ohne Anhörung des betroffenen Volkes zu entscheiden.
Die etwaige Gefahr, die künftig von Deutschland ausgehen würde, wurde als nicht mehr so stark wahrgenommen. An ihre Stelle trat der beginnende Ost-West-Gegensatz, der später den Begriff Kalter Krieg erhalten sollte. Die Westalliierten änderten ihre Ziele und wollten nun ein starkes und stabiles Deutschland als Gegengewicht zu den Expansionsbestrebungen der Sowjetunion. Auch Stalin hatte kein Interesse mehr an der Teilung Deutschlands, da er damit rechnen musste, dass kleine westdeutsche Staaten, die auch das für Reparationszwecke interessante Ruhrgebiet enthalten hätten, sich angesichts der im Osten Deutschlands stehenden Sowjetarmee dem Westen zuwenden würden.
Offiziell hielten aber alle drei Teilnehmer der Konferenz am Ziel einer Teilung Deutschlands fest. Es wurde beschlossen, Deutschland gemäß der in den beiden (am 12. September bzw. 14. November 1944) niedergelegten Zonenprotokollen enthaltenen Vorschläge der Europäischen Beratenden Kommission (EAC), in drei Besatzungszonen und die Hauptstadt Berlin in ebenfalls drei Sektoren aufzuteilen. Die EAC war ein von den drei Außenministern eingesetzter diplomatischer Ausschuss, dessen Mitglieder den Verlauf der Grenzen und die Verwaltung der Besatzungszonen diskutierten und ihren darüber erzielten Konsens in den Protokollen fixierten. Jede Siegermacht sollte in ihrer Besatzungszone durch ihren eigenen Oberbefehlshaber in eigener Verantwortung regieren. Für Deutschland als Ganzes betreffende Fragen sollte ein Rat der Oberbefehlshaber (Alliierter Kontrollrat) gebildet werden, der Entscheidungen gemeinsam und einstimmig treffen sollte. Auch hierin zeigt sich, dass die Teilung Deutschlands nicht mehr oberstes Ziel der Beteiligten war. Nachdem der sowjetische Vertreter vor dem Hintergrund des beginnenden Kalten Krieges am 20. März 1948 den Kontrollrat (de facto), was im Jahr darauf zur Teilung Deutschlands führte.
Außerdem wurde in Jalta eine Vereinbarung getroffen, durch die Frankreich zur vierten Besatzungsmacht wurde und somit Anspruch auf Sitz und Stimme im Alliierten Kontrollrat bekam. Die von der EAC dazu geführten Gespräche mündeten in das am 26. Juli 1945 niedergelegte dritte Zonenprotokoll. Es enthielt den Vorschlag, welche Gebiete für diese im Westen und Südwesten Deutschlands zu schaffende Zone aus der US-amerikanischen und britischen Zone „herausgeschnitten“ werden sollten.

### 1945: Potsdamer Konferenz

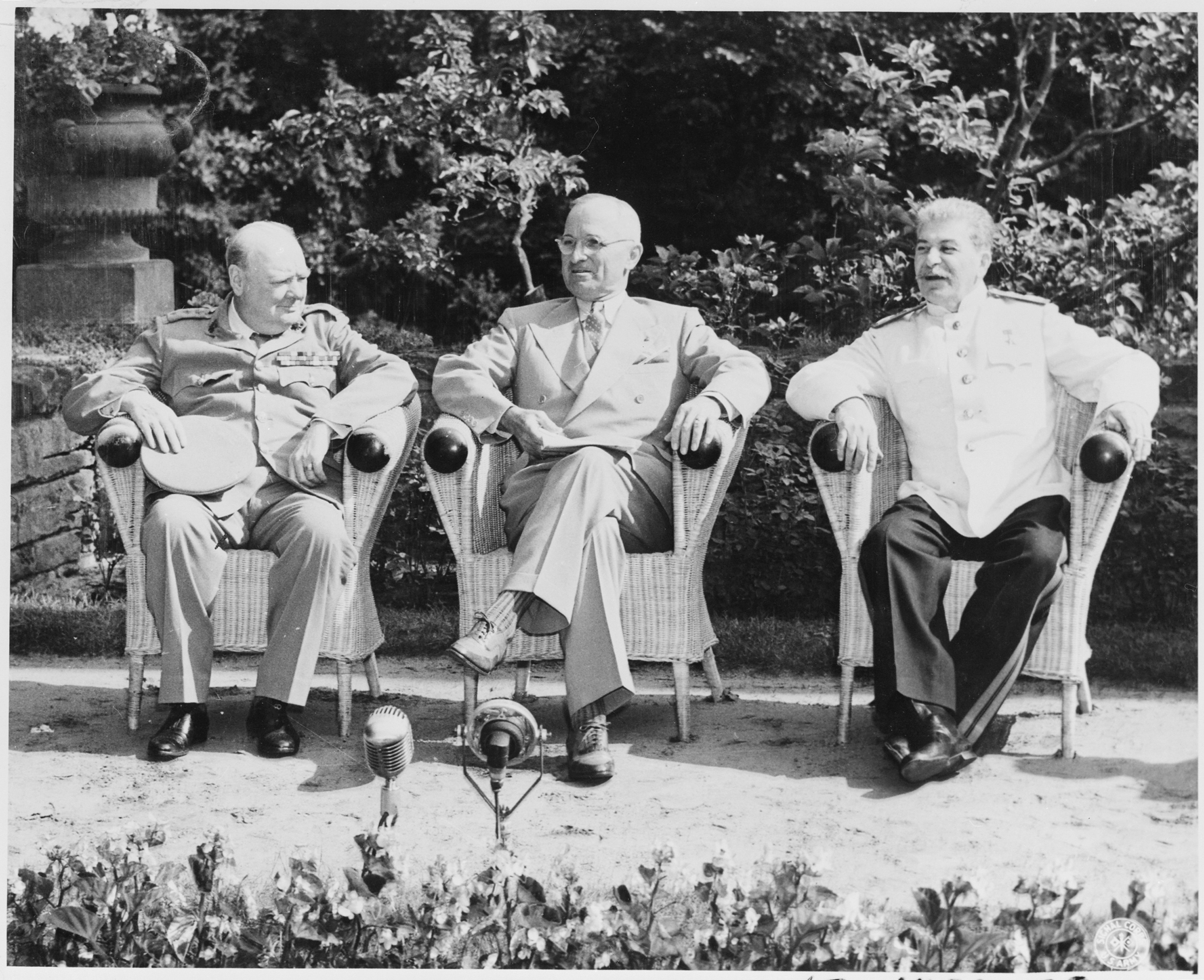
Winston Churchill, Harry S. Truman und Josef Stalin, 25. Juli 1945 auf der Potsdamer Konferenz

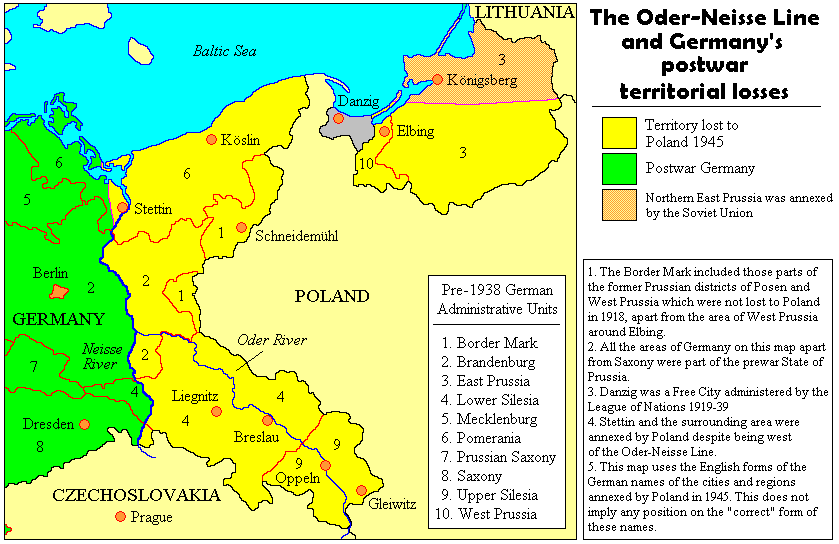
Die ehemaligen deutschen Ostgebiete

Das auf der Konferenz von Potsdam vereinbarte Abkommen führte unbeabsichtigt in Richtung Teilung Deutschlands. Es teilte Deutschland in vier Besatzungszonen, die eigentlich zwei ideologisch gegensätzliche Zonen waren. Dies war die Grundlage, die später zur Gründung der beiden deutschen Staaten führte. Zuvor hatte am 8. Mai 1945 Deutschland militärisch kapituliert. Mit der Berliner Erklärung vom 5. Juni 1945 wurde der deutsche Staat offiziell abgeschafft und hier ein militärisches Besatzungsregime der vier alliierten Mächte errichtet. Bevor diese Erklärung abgegeben wurde, hatten sich die von NS-Deutschland annektierten oder einverleibten Gebiete bereits von Deutschland getrennt, so hatte beispielsweise Österreich am 27. April 1945 seine Unabhängigkeit erklärt. Man stritt nun solange über die künftige Ordnung Südosteuropas und die immer noch ungeklärte Reparationsfrage, bis abzusehen war, dass die Konferenz scheitern würde. Dies wollte aber keine der drei beteiligten Nationen. Die Vereinigten Staaten wollten die Sowjetunion in die entstehenden Vereinten Nationen integrieren und sie nicht vor der Weltöffentlichkeit brüskieren.
Die Briten hingegen waren der Auffassung, ihre Rolle als Weltmacht vom Fortbestehen der Koalition abhängig machen zu müssen; denn fest ans westliche Lager gebunden, werde man schnell zum bloßen Juniorpartner der USA. Der Zusammenhalt der Anti-Hitler-Koalition war für jede der drei Seiten wesentlich.
Um die Konferenz doch noch zu einem Erfolg zu führen, schlugen die USA einen Kompromiss in der Reparationsfrage vor. Der Streit um die Reparationen drehte sich im Wesentlichen darum, dass Amerikaner und Briten nach dem „First Charge Principle“ erst dann Reparationen aus Deutschland abziehen wollten, wenn der Inlandsbedarf befriedigt war. Die UdSSR, von Kriegsschäden weit mehr betroffen als die USA und Großbritannien, war nicht bereit, dies zu akzeptieren. Der Kompromissvorschlag der Amerikaner sah nun vor, Deutschland als Reparationsgebiet einfach zu teilen. Damit stünde es jeder Partei frei, in ihrer Besatzungszone ihre eigenen Vorstellungen zu verwirklichen. Der Vorschlag wurde angenommen.
Darüber hinaus stimmten die Westmächte dem Vorhaben Stalins zu, die Ostgebiete Deutschlands (östlich der Oder-Neiße-Linie) unter polnische und sowjetische Verwaltung zu stellen (obwohl die Westmächte zunächst nur für die Oder-Grenze eintraten). Sie wurden nach Absprache zwischen den Alliierten faktisch der Sowjetunion und Polen überlassen. Die Siegermächte stellten die Forderung auf, die Massenausweisungen aus der Tschechoslowakei, Polen und Ungarn sollten „ordnungsgemäß und human“ durchgeführt werden. Weil schon Millionen von Deutschen ohne staatliche Organisation unter „wilden“ Umständen mit einer großen Zahl von Todesopfern zwangsausgesiedelt und vertrieben worden waren, sollten die Ausweisungen eingestellt werden, bis sich der Kontrollrat mit ihnen befasst habe.

### Französische Deutschlandpolitik

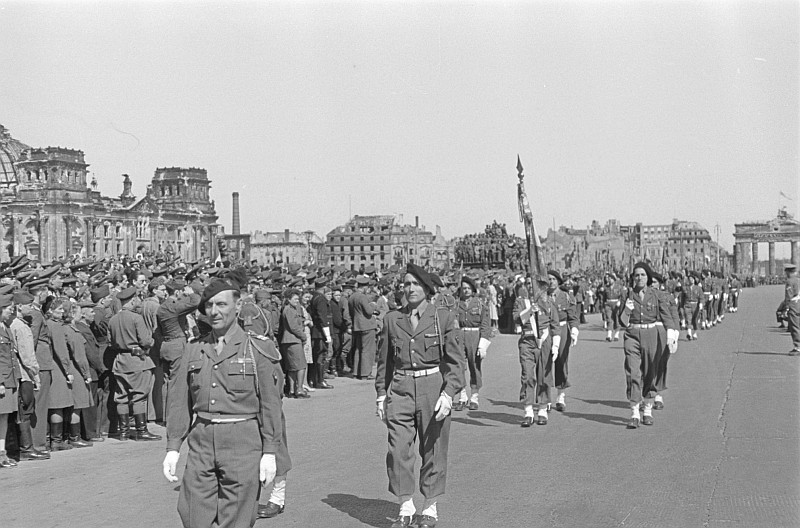
Französische Truppen in Berlin, Mai 1946

Nachdem Deutschland als Wirtschaftsraum getrennt war, entwickelten sich die Zonen auch politisch separat. Frankreich hatte nach der Niederlage von 1940 unter deutscher Besatzungsherrschaft gestanden und freifranzösische Streitkräfte kämpften in der Folge an der Seite der Alliierten. Frankreich hatte daher eine eigene Besatzungszone und einen Sitz im Rat der Militärgouverneure erhalten. Es behinderte allerdings die Zusammenarbeit im Alliierten Kontrollrat. Entscheidungen des Rates mussten einstimmig getroffen werden, und Frankreich machte regen Gebrauch von seinem Vetorecht. Das hing damit zusammen, dass Frankreich erst jetzt eine Stimme in den Verhandlungen bekam – zu einem Zeitpunkt, als die wesentlichen Entscheidungen bereits gefallen waren. Um die eigenen Ziele (keine Milde in der Frage der Reparationen, französische Verwaltung des Saarlandes am 17. Dezember 1947, Wiedereingliederung von Elsass und Lothringen in den französischen Staatsverband, internationale Herrschaft über das Ruhrgebiet u. a.) einzubringen, blieb Frankreich in Blockadehaltung. Allerdings war die „Saarlösung“ von 1947 ein einseitiger Akt Frankreichs, der für seine völkerrechtliche Wirksamkeit „zum allermindesten“ der Zustimmung der vier alliierten Mächte bedurft hätte. Frankreichs Politik der Abtrennung des Saarlandes von Deutschland stieß in der Sowjetunion auf Widerstand.
Das Gremium der Militärgouverneure war handlungsunfähig – also ging die Ausübung der Macht im Nachkriegsdeutschland an den Gouverneur der jeweiligen Zone und dessen Militärregierung über. Hier wurden in den drei westlichen Zonen die Grundsteine für die parlamentarische Demokratie auf der Grundlage einer kapitalistischen Marktwirtschaft gelegt. Im Osten wurde hingegen ein Weg in Richtung Sozialismus eingeschlagen (Bodenreform, Entnazifizierung, Zwangsvereinigung von SPD und KPD zur SED). Die Maßnahmen sollten die Sowjetische Besatzungszone wirtschaftlich so effektiv wie eine Staatsgrenze isolieren.

### Kalter Krieg

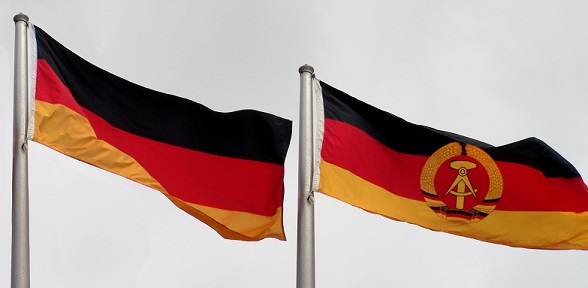
Flaggen der beiden deutschen Staaten 1959–1990

Mit der fortschreitenden Konfrontation zwischen Ost und West wollte schließlich keines der beiden „Lager“ mehr einen Schritt zurückgehen: Der Westen befürchtete, die Sowjetunion werde sich eines vereinigten Deutschlands bemächtigen; sie hatte Angst davor, wieder bis zur Oder zurückgedrängt zu werden.
Auch die Machtposition eines vereinigten Deutschlands, das mit der Sowjetunion zusammenarbeiten könnte (wie schon während der Weimarer Republik im Vertrag von Rapallo von 1922 und dann in der Zeit des Nationalsozialismus im Hitler-Stalin-Pakt von 1939 geschehen) und somit ein Druckmittel gegen die Staaten des Westens in der Hand hätte, führte zu der Entscheidung, eine Weststaatbildung aktiv zu betreiben. Ein Anhänger dieses Planes war der deutsche Kanzler Konrad Adenauer, der gegen starke innenpolitische Opposition aus den Reihen der SPD unter ihrem Vorsitzenden Kurt Schumacher eine starke Westbindung der Bundesrepublik vor allem im Rahmen der NATO befürwortete.
Nach dem Austritt der Sowjetunion aus dem Alliierten Kontrollrat waren wichtige Schritte auf dem nun nur noch förmlichen Weg zur Teilung die nicht angekündigte Währungsreform 1948, die darauf als Antwort folgende Berlin-Blockade vom 24. Juni 1948 bis zum 12. Mai 1949, und letztlich die Gründung der Bundesrepublik Deutschland (BRD) im Westen am 23. Mai 1949 und der Deutschen Demokratischen Republik (DDR) im Osten am 7. Oktober 1949.
Die Bundesrepublik erkannte die DDR im Grundlagenvertrag von 1972 als eigenen Staat an. Bis dahin verbot die Hallstein-Doktrin von 1955, die den Anspruch der Bundesrepublik auf Alleinvertretung deutscher Interessen unterstreicht, eine Anerkennung des ostdeutschen Teilstaates. Als Jugoslawien und Kuba die DDR anerkannten und diplomatische Beziehungen dorthin suchten, brach die Bundesrepublik die diplomatischen Beziehungen zu beiden Ländern ab.

## Geteiltes Deutschland im Kalten Krieg 1949–1989

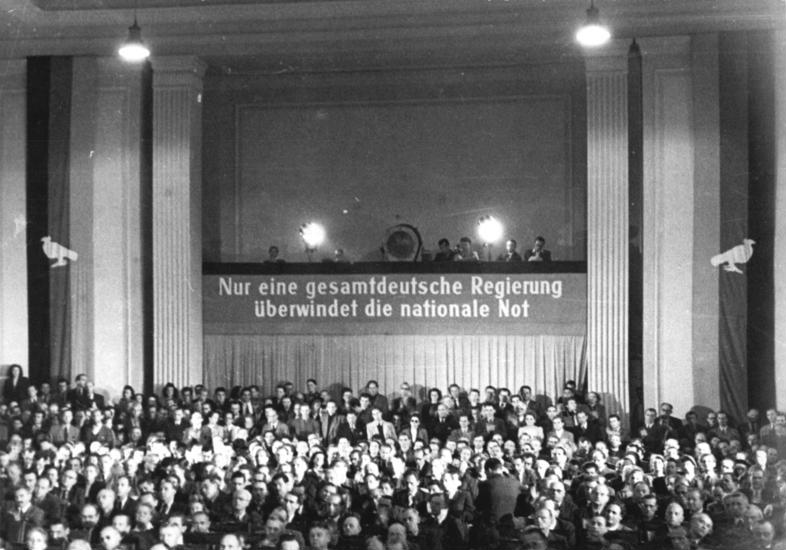
Ost-Berlin, DDR-Gründung, 9. Volksratsitzung 1949

Da nach dem Zweiten Weltkrieg kein Friedensvertrag geschlossen wurde und keine deutsche Gesamtregierung bestanden hatte, wurde die Entwicklung zunächst als provisorisch betrachtet. Die Teilung Deutschlands hatte seine staatsrechtliche Einheit nicht aufgehoben. Jedoch wich die politische Führung in der DDR nicht zuletzt auch auf Druck der Sowjetunion alsbald und sukzessive von dieser Rechtsauffassung ab.

### 1949–1961

#### Bundesrepublik Deutschland
Die 1949 gegründete Bundesrepublik Deutschland ging bei der Konzeption des Grundgesetzes davon aus, dass das 1945 besiegte Deutschland als Staats- und Völkerrechtssubjekt nicht untergegangen war. Ihr Bezugsrahmen und -zeitpunkt war das Staatsgebiet in seiner Gestalt am 31. Dezember 1937, das heißt vor dem „Anschluss“ Österreichs und der Sudetengebiete unter Adolf Hitler. Demzufolge galten die ab 1945 unter polnischer bzw. sowjetischer Verwaltung stehenden Gebiete östlich der Oder-Neiße-Grenze nach wie vor als „Ostdeutschland“, während die wiedererrichtete Republik Österreich von Anfang an als „ausländischer Staat“ galt. Diese Auffassung wird vor allem im Artikel 116 GG deutlich, in dem eine verfassungsrechtliche Definition des Deutschen wie folgt getroffen wird:

„(1) Deutscher im Sinne dieses Grundgesetzes ist vorbehaltlich anderweitiger gesetzlicher Regelung, wer die deutsche Staatsangehörigkeit besitzt oder als Flüchtling oder Vertriebener deutscher Volkszugehörigkeit oder als dessen Ehegatte oder Abkömmling in dem Gebiete des Deutschen Reiches nach dem Stande vom 31. Dezember 1937 Aufnahme gefunden hat.“

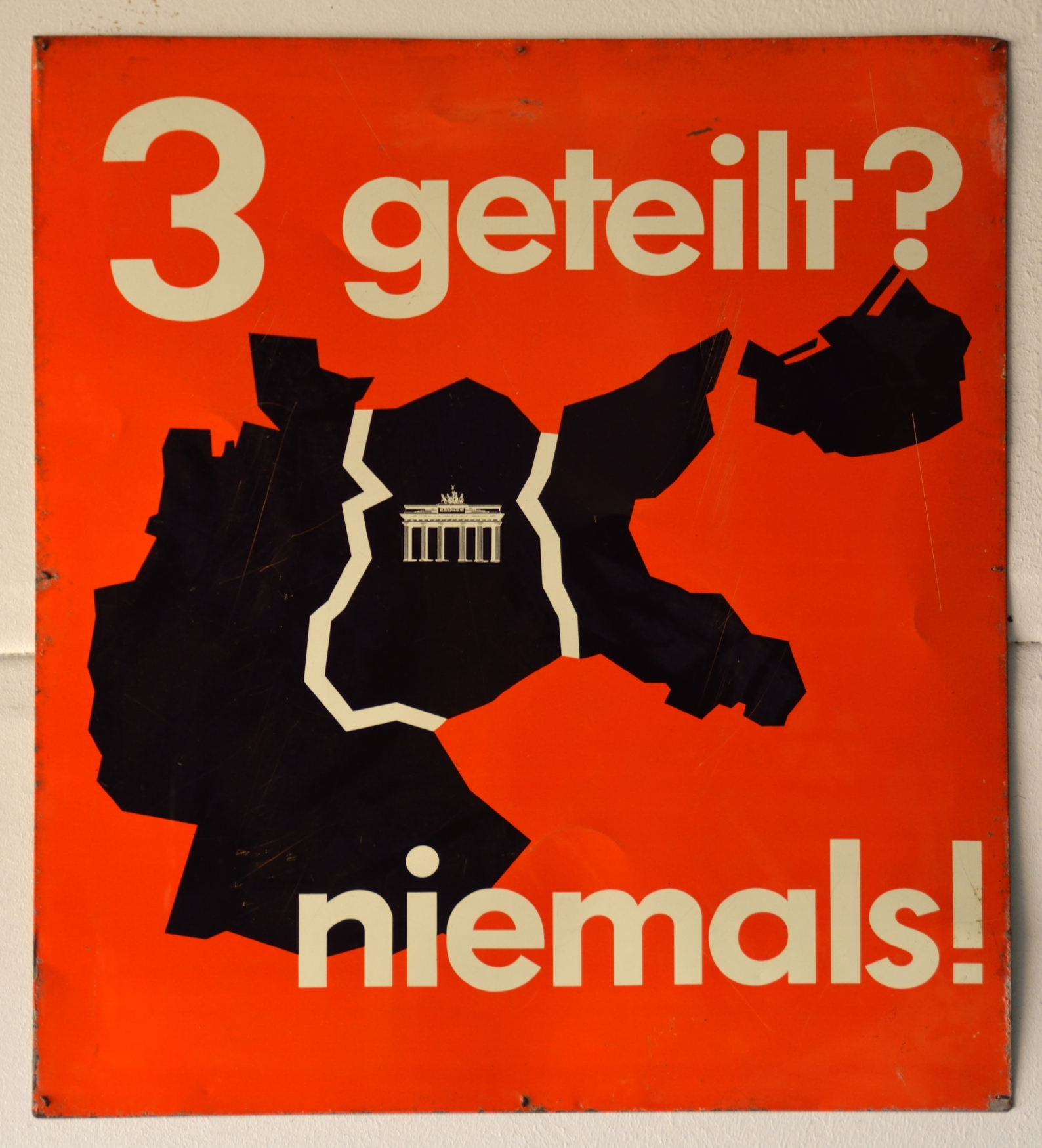
Plakat des Kuratoriums Unteilbares Deutschland

Für das 1954 gegründete Kuratorium Unteilbares Deutschland galt Deutschland als „dreigeteilt“: in die Bundesrepublik Deutschland (Westdeutschland), „Mitteldeutschland“ und „Ostdeutschland“.
Die Vorgabe des Artikel 116 GG brachte es mit sich, dass die neugegründete Bundesrepublik (vgl. Frankfurter Dokumente) eine große Anzahl an potentiellen Staatsbürgern hatte, die am neuen Staat jedoch nicht teilnehmen konnten. Die Bundesrepublik Deutschland erhob den Anspruch, für das gesamte deutsche Volk zu sprechen (s. u.). Daher wurde das Ziel der Wiedervereinigung auch als eine der wichtigsten Aufgaben der Bundesrepublik angesehen, wie bereits aus den ersten beiden Sätzen der Präambel des Grundgesetzes für die Bundesrepublik Deutschland erkennbar ist:

„Im Bewusstsein seiner Verantwortung vor Gott und den Menschen, von dem Willen beseelt, seine nationale und staatliche Einheit zu wahren und als gleichberechtigtes Glied in einem vereinten Europa dem Frieden der Welt zu dienen, hat das deutsche Volk […], um dem staatlichen Leben für eine Übergangszeit eine neue Ordnung zu geben, Kraft seiner verfassungsgebenden Gewalt dieses Grundgesetz der Bundesrepublik Deutschland beschlossen. Es hat auch für jene Deutschen gehandelt, denen mitzuwirken versagt war.“

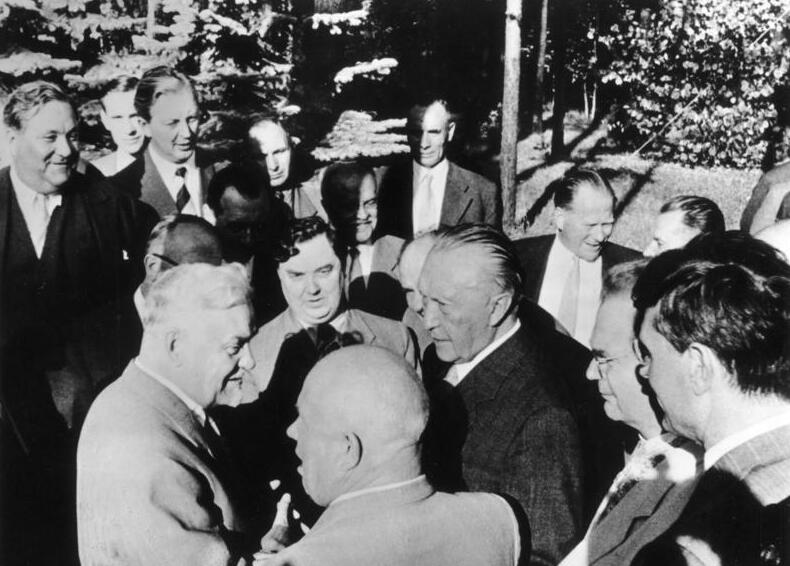
Konrad Adenauer 1955 in Moskau

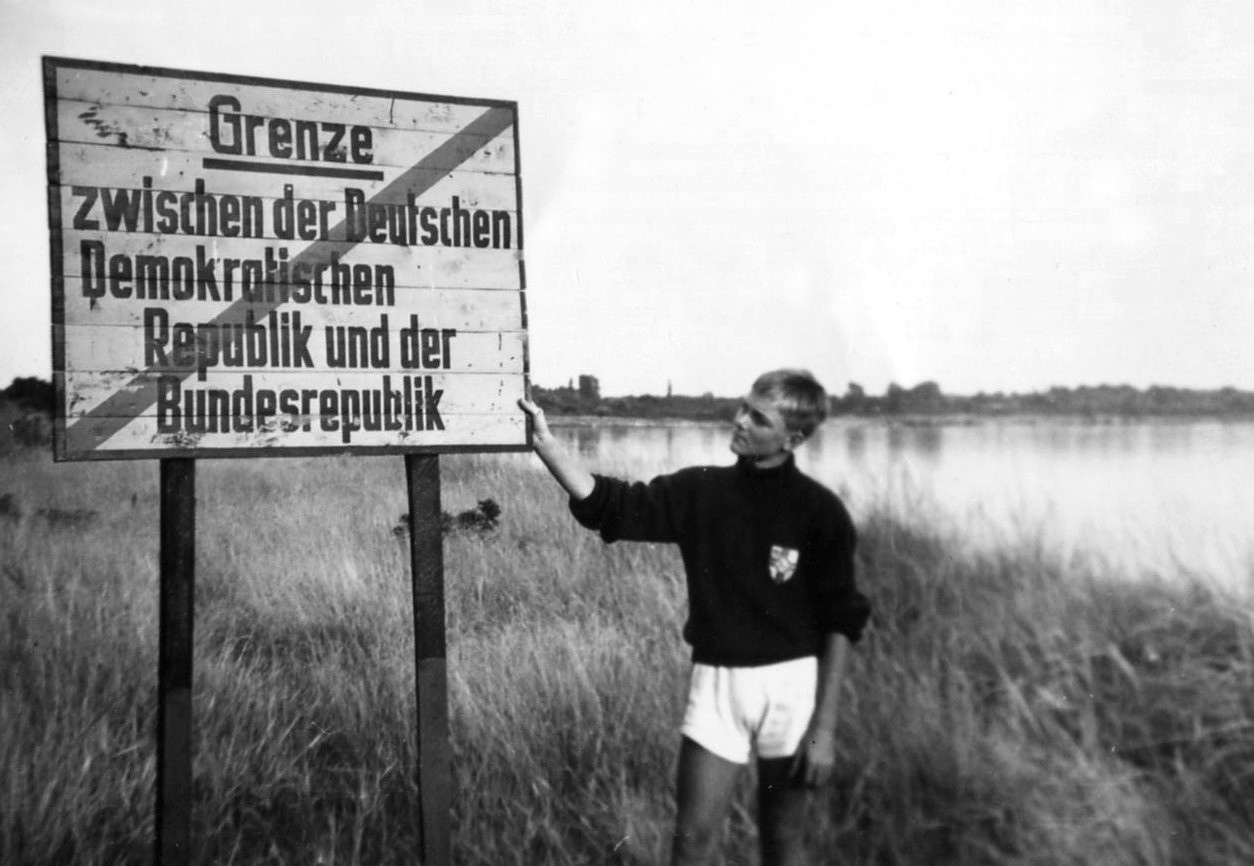
Innerdeutsche Grenze am Priwall, 1959

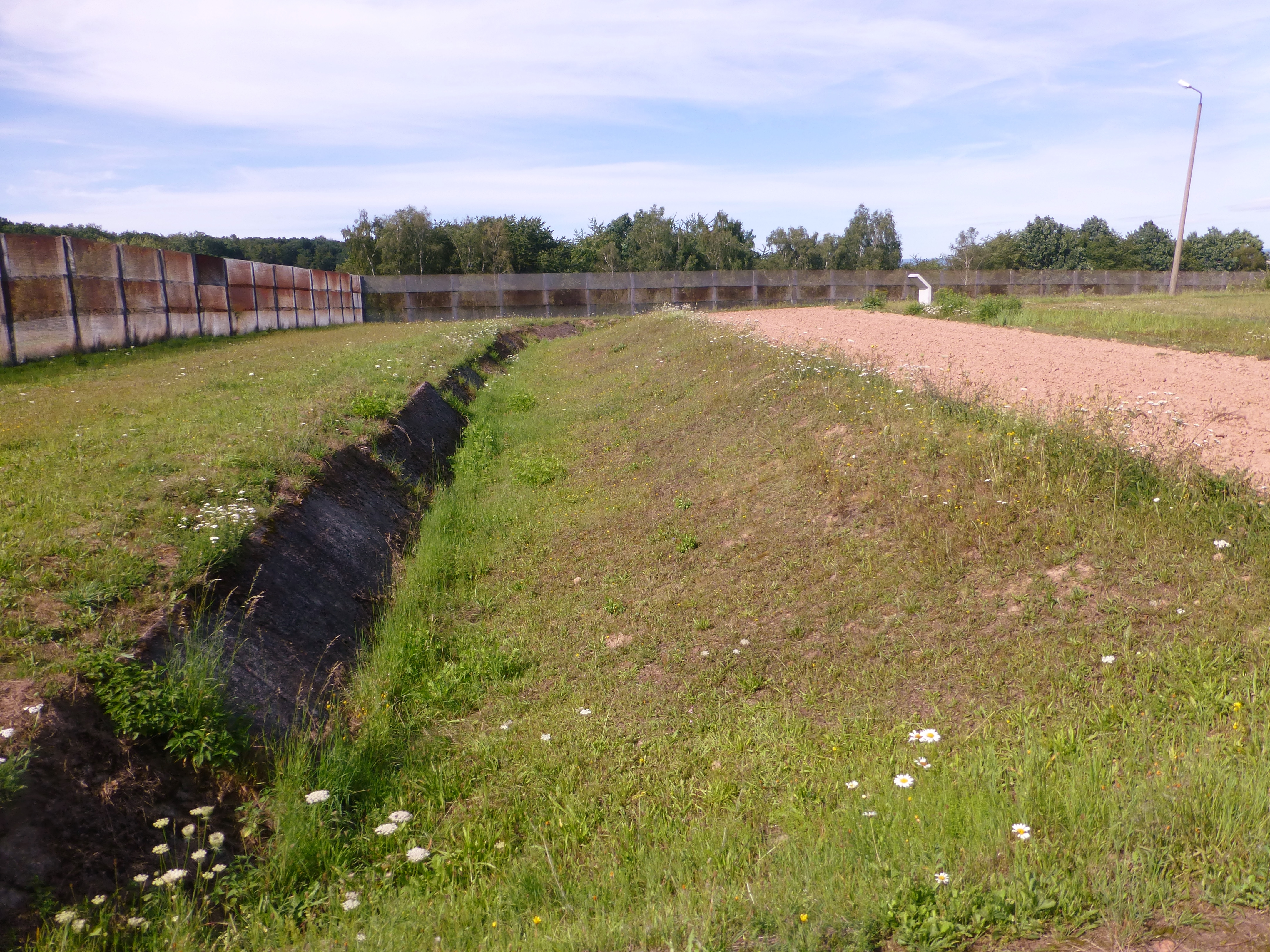
DDR-Grenzanlagen mit Streckmetallzäunen, Kfz-Sperrgräben und Spurenkontrollstreifen am Grenzlandmuseum Eichsfeld, 2016

Die Grundgesetzgeber der Bundesrepublik Deutschland konnten sich dabei auf diverse Vorgaben durch die Vier Mächte stützen, so etwa auf die Berliner Erklärung vom 5. Juni 1945 und vor allem auf die Potsdamer Beschlüsse, aus denen deutlich hervorgeht, dass ein Fortbestehen von Deutschland als Ganzem beabsichtigt war und dass sich die vier Siegermächte solange Entscheidungsgewalt in Bezug auf Gesamtdeutschland vorbehalten wollten, bis ein Friedensvertrag erstellt worden sei. Dieser hier angesprochene Vier-Mächte-Status wurde von den Siegermächten auch bis zur Unterzeichnung des Zwei-plus-Vier-Vertrages nicht angetastet.
Ein weiterer wichtiger Aspekt in Bezug auf die Wiedervereinigung aus Sicht der Bundesrepublik Deutschland war die ebenfalls in der Präambel des Grundgesetzes formulierte Zielsetzung, dass „das gesamte deutsche Volk“ aufgefordert bleibe, „in freier Selbstbestimmung die Einheit und Freiheit Deutschlands zu vollenden.“ Hierauf stützte sich die Regierung Adenauers, der damit stets auch sein Bemühen um eine möglichst weitgehende Westintegration der Bundesrepublik begründete, da er die Möglichkeit für Freiheit und freie Selbstbestimmung nur gegeben sah durch eine verstärkte und institutionalisierte Zusammenarbeit mit Westeuropa. Eine Wiedervereinigung Deutschlands in einer kommunistischen Diktatur lehnte er ab.
Die Oppositionsparteien SPD und FDP äußerten bis gegen Ende der 1950er Jahre stets Bedenken gegen diese Politik der Einbindung in den Westen, da sie dadurch die Chancen auf eine Wiedervereinigung erheblich vermindert sahen. Ihre Vorstellung sah eher eine Herauslösung eines vereinigten Deutschland aus der internationalen Blockkonfrontation vor. Allerdings konnten sie sich mit dieser Idee nicht durchsetzen, da die Bundesregierung und auch die Mehrheit der Westdeutschen befürchteten, dass ein neutralisiertes Gesamtdeutschland leicht in Abhängigkeit von der Sowjetunion geraten könnte. Daher lehnte Adenauer auch die sowjetischen Vorschläge der Stalin-Noten 1952 ab.
Da die Bundesrepublik die einzige freiheitliche Demokratie auf deutschem Boden war, hielt sie ihren politischen Anspruch für gerechtfertigt, auch für die Deutschen in der DDR zu sprechen (Alleinvertretungsanspruch). Die Bundesrepublik erklärte damals, dass sie mit keinem Land (außer der Sowjetunion), das die DDR anerkenne, diplomatische Beziehungen unterhalten werde (Hallstein-Doktrin). Bereits an der Genfer Außenministerkonferenz der Siegermächte (Mitte 1959) nahmen zwei deutsche Delegationen teil. An den runden Tisch der Vier Mächte hatte man zwei weitere Tische herangerückt, einen in die Nähe der sowjetischen, den anderen in der Nähe der US-amerikanischen Delegation.
Am 1. Januar 1957 trat das Saarland, ein Gebiet mit bis dahin völkerrechtlich umstrittenem Status (wegen Nichtanerkennung durch den Alliierten Kontrollrat), gemäß Artikel 23 des Grundgesetzes der Bundesrepublik Deutschland bei. Dieses Ereignis wird auch als „Kleine Wiedervereinigung“ bezeichnet. Art. 23 GG (a. F.) wurde von der Bundesrepublik weiterhin genutzt, um anderen deutschen Gebieten (wie der DDR) den späteren Beitritt zu ermöglichen.

#### Deutsche Demokratische Republik

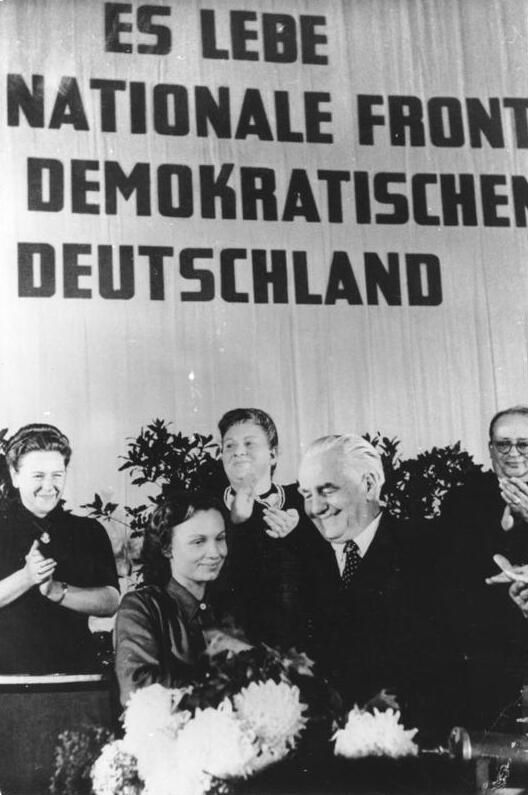
Gründung der DDR am 7. Oktober 1949 im Gebäude der DWK in der Leipziger Straße in Berlin-Mitte

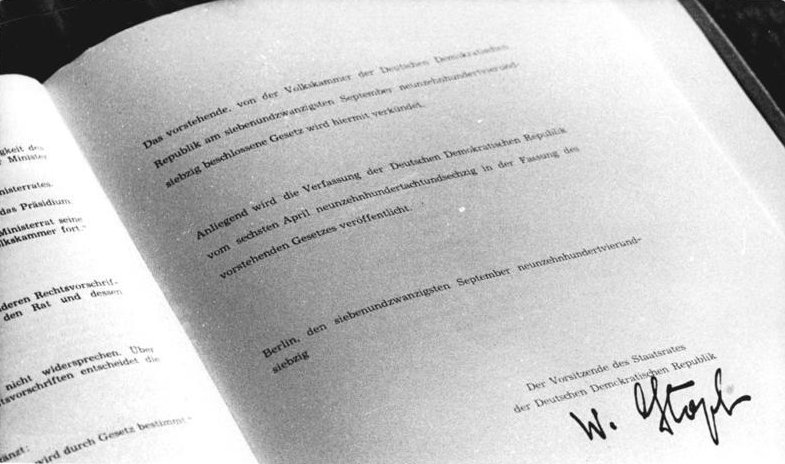
Unterschrift des damaligen Staatsratsvorsitzenden Willi Stoph unter dem Gesetz zur Ergänzung und Änderung der Verfassung der DDR, 7. Oktober 1974

Die Deutsche Demokratische Republik erhob in der ersten Fassung ihrer Verfassung ebenfalls den Anspruch, für das gesamte deutsche Volk zu sprechen:

„[…] hat sich das deutsche Volk diese Verfassung gegeben.

Artikel 1
(1) Deutschland ist eine unteilbare demokratische Republik, sie baut sich auf den deutschen Ländern auf.
(2) Die Republik entscheidet alle Angelegenheiten, die für den Bestand und die Entwicklung des deutschen Volkes in seiner Gesamtheit wesentlich sind; […]
(4) Es gibt nur eine deutsche Staatsangehörigkeit.“

Die Verfassung der Deutschen Demokratischen Republik von 1949 verlor in ihrem Wortlaut – entgegen dem Grundgesetz der Bundesrepublik Deutschland – kein Wort über die Teilung Deutschlands. Es lag anfangs die Auffassung zugrunde, dass die DDR identisch mit Deutschland sei, was auch in wirtschaftlicher Hinsicht konstitutiv zum Ausdruck kommen sollte: „Deutschland bildet ein einheitliches Zoll- und Handelsgebiet, umgeben von einer gemeinschaftlichen Zollgrenze“. In Artikel 1 war darüber hinaus zu lesen, dass es „nur eine deutsche Staatsangehörigkeit“ gebe und Deutschland eine „unteilbare Republik“ sei. Diesen Anspruch der DDR unterstrich auch ihre stetige Betonung, dass die eigene Staatsform und -ordnung grundlegend für ein wiedervereintes Deutschland sein müsse.
Intensiv diskutiert worden ist, ob die Stalin-Noten vom 10. März 1952 eine Möglichkeit darstellten, eine Wiedervereinigung herbeizuführen. Hierin bot der sowjetische Diktator Josef Stalin seine Zustimmung zu einer Wiedervereinigung an, unter der Bedingung, dass das vereinigte Deutschland neutral bleiben sollte. Konrad Adenauer wertete die Stalin-Noten als Versuch der Sowjetunion, die auf dem Petersberg in Bonn zeitgleich stattfindenden Verhandlungen über einen deutschen Beitrag zu einer Europäischen Verteidigungsgemeinschaft zu torpedieren. Die Westmächte machten freie Wahlen auch in Ostdeutschland zur Vorbedingung für weitere Verhandlungen, woraufhin die Initiative im Sande verlief. Einzelne Politiker sowie später einige Historiker haben dennoch von einer vertanen Chance gesprochen.
Die DDR riegelte die Demarkationslinie zur Bundesrepublik aufgrund der Verordnung über Maßnahmen an der Demarkationslinie zwischen der Deutschen Demokratischen Republik und den westlichen Besatzungszonen vom 26. Mai 1952 verstärkt ab. Über die gesamte Grenzlänge wurde eine 5 km breite Sperrzone eingerichtet, um die steigenden Flüchtlingszahlen einzudämmen. Der grenznahe Verkehr mit Interzonenpässen wurde aufgehoben. Von den 345.000 betroffenen Personen, die in der Sperrzone lebten, wurden 11.000 enteignet und zwangsweise umgesiedelt, weil sie im Verdacht standen, Fluchthelfer gewesen zu sein. Der Grenzstreifen wurde gerodet und streng überwacht. Nur mit Sondergenehmigung und mit einem Stempel im Personalausweis wurde der Grenzübertritt gestattet. Die verstärkte Abriegelung wurde am 18. Juni 1954 mit der Anordnung über die Neuregelung der Maßnahmen an der Demarkationslinie zwischen der DDR und Westdeutschland formell geregelt.
Mit der Ablehnung der Stalin-Noten durch den Westen wurde ein neutrales, vereintes Deutschland gemäß österreichischem Vorbild unrealistisch. Während die Bundesrepublik seit ihrer Gründung davon ausging, die alleinige Vertreterin der deutschen Interessen zu sein (Alleinvertretungsanspruch), entwickelte die DDR, maßgeblich beeinflusst durch Nikita Chruschtschow, eine Zwei-Staaten-Theorie. Die Beziehungen zwischen der DDR und der Sowjetunion wurden enger (beispielsweise durch den Warschauer Pakt). Am 26. Juli 1955, verkündete Chruschtschow seine Theorie schließlich öffentlich in Ost-Berlin. Eine Voraussetzung für eine deutsche Wiedervereinigung wäre zunächst eine Annäherung der beiden deutschen Staaten und darüber hinaus einzig die Angelegenheit der deutschen Bevölkerung. Des Weiteren müssten die „sozialistischen Errungenschaften“ der DDR gewahrt werden. Eine baldige Wiedervereinigung durch freie Wahlen war somit nach Auffassung der Westmächte nicht mehr möglich. Anfang der 1960er Jahre kam es im Selbstverständnis der DDR zu einer Neuorientierung. Das Deutsche Reich wurde fortan als 1945 untergegangen angesehen und anstelle des Reichs die Existenz zweier deutscher Staaten als seine Nachfolger betont. Auf diese Weise versuchte man beispielsweise, die völker- und staatsrechtliche Anerkennung durch die Bundesrepublik zu erhalten, was diese jedoch verweigerte. Mit Verweis auf die fehlende Rechtsnachfolge ignorierte die DDR-Führung auch Forderungen nach Wiedergutmachung gegenüber Israel und den Juden, die im Zuge der Verfolgung von „Kosmopoliten“ größtenteils die DDR verließen.
Das Konzept der DDR für eine Wiedervereinigung sah von nun an eine Staatenverbindung in Form einer lockeren Konföderation vor, wobei der Sozialismus als tragendes Fundament gelten sollte.

### 1961–1969

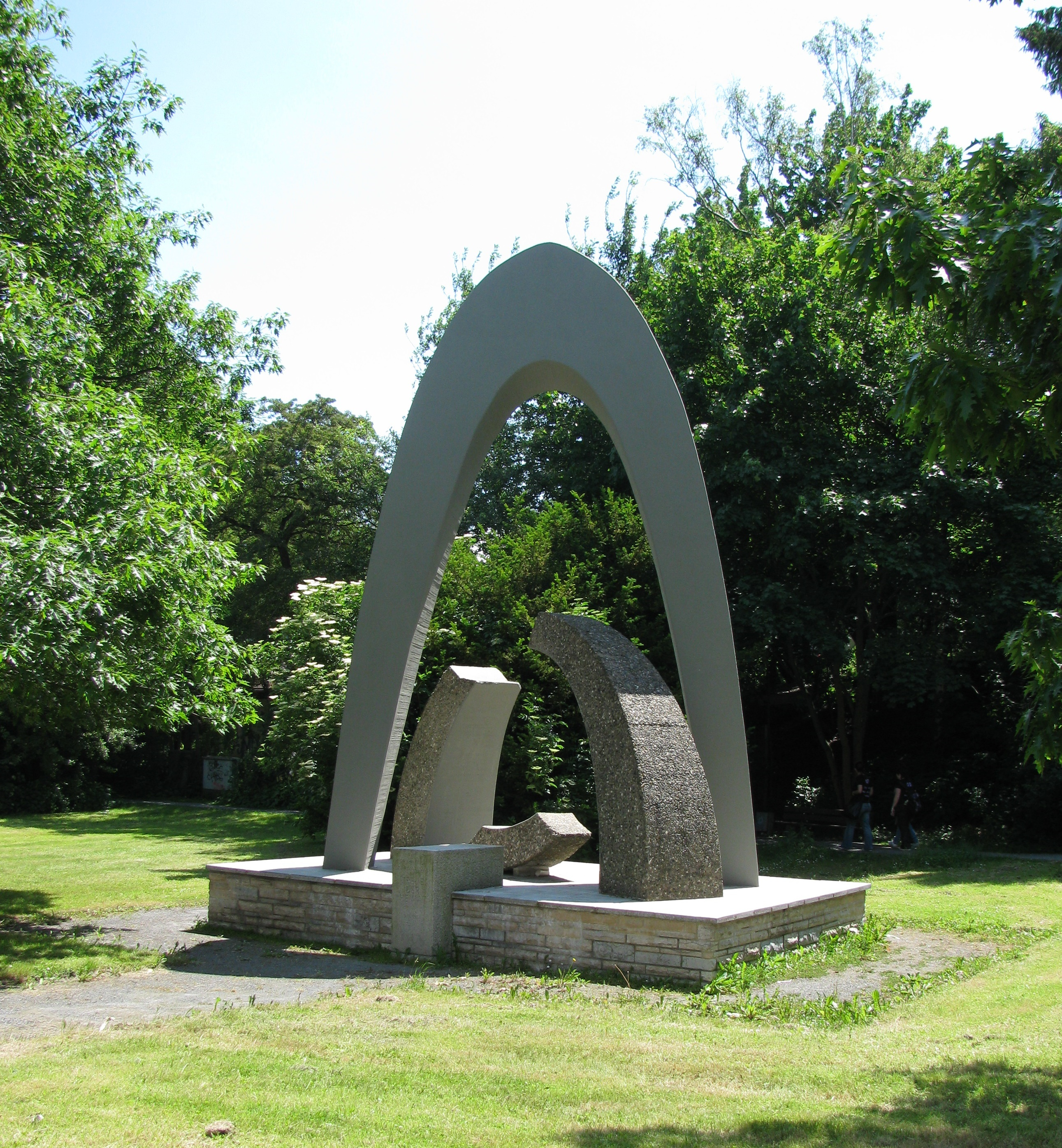
Mahnmal zur Deutschen Teilung in Hof, geschaffen im Jahr 1965

#### Bundesrepublik Deutschland
Nach dem Bau der Berliner Mauer im Jahr 1961 setzte sich in Westdeutschland vermehrt die Meinung durch, dass man mit Rücksicht auf die dort lebenden Deutschen mehr auf die DDR zugehen müsse – konkret auf deren Staatsführung, weil man an die Menschen selbst kaum herankommen konnte. Ziel war es dabei, durch Maßnahmen zur Intensivierung der Kontakte das Bewusstsein einer gemeinsamen Nation bei den Menschen wachzuhalten.
Eine Folge dieses Wandels war, dass man nicht nur den Status quo akzeptierte, sondern auch vermehrt darüber diskutierte, ob man die DDR als eigenen Staat anerkennen dürfe. Eine weitere Folge war die vermehrte Praxis, mit Ostblockstaaten bilaterale Verträge zu schließen, in denen ein gegenseitiger Gewaltverzicht zum Ausdruck gebracht wurde.
Diese Phase der Politik zeichnete sich durch den Versuch aus, Feindschaften, Vorurteile und Ängste langsam und vorsichtig abzubauen, ohne dabei auf irgendwelche Ansprüche zu verzichten. Allerdings wurde dabei immer deutlicher, dass sich die Idee einer real möglichen deutschen Einheit immer mehr in eine ferne Zukunft verflüchtigte.

#### Deutsche Demokratische Republik

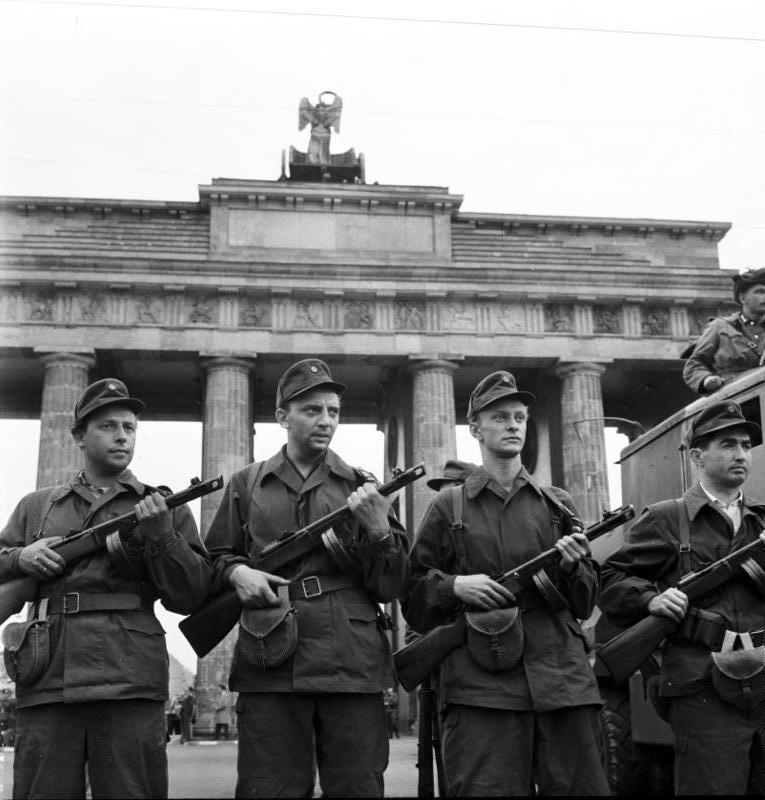
Dieses Foto der am 14. August 1961 am Brandenburger Tor entstandenen Serie war eine Medienikone der DDR

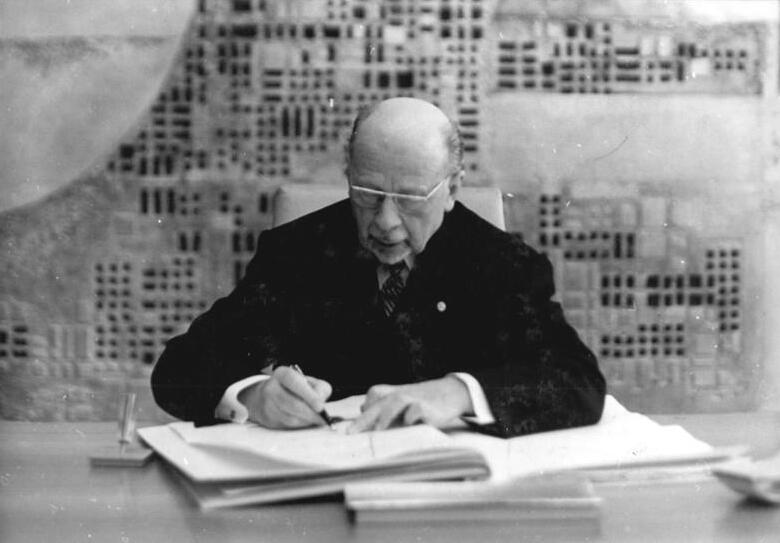
Walter Ulbricht (Staatsratsvorsitzender der DDR) bei der Unterzeichnung der neuen Verfassung im Rahmen eines Staatsaktes am 8. April 1968

Auch in der DDR war man deutlicher von der Idee einer deutschen Einheit abgerückt, nachdem Angebote zu einer Konföderation als sozialistischer Staatenbund gescheitert waren. Tatsächlich hatte die DDR die Berliner Mauer 1961 errichtet, um die massenhafte Fluchtbewegung zu bremsen. Nach der von der DDR vertretenen Auffassung musste diese sich hingegen gegen die stetigen „reaktionären“ Angriffe der Bundesrepublik Deutschland wehren („antifaschistischer Schutzwall“). Zudem seien die aggressiven Pläne Westdeutschlands immer deutlicher geworden. In der Broschüre Warum Mauer – Wie lange Mauer?, die vermutlich in der zweiten Hälfte der 1960er Jahre veröffentlicht wurde und den Mauerbau rechtfertigen sollte, heißt es dazu:
Wie dieser Raubzug inszeniert werden solle, erläuterte am 9. Juli der Adenauer-Intimus Robert Ingrim in der Bonner Rundschau:

„[…] daß sich die freie Welt instand setzen müsse, alle Mittel des Krieges, des Nervenkrieges und des Schießkrieges, anzuwenden. Dazu gehören nicht nur die herkömmlichen Streitkräfte und Rüstungen, sondern auch die Unterwühlung, das Anheizen des inneren Widerstandes, die Arbeit im Untergrund, die Zersetzung der Ordnung, die Sabotage, die Störung von Verkehr und Wirtschaft, der Ungehorsam, der Aufruhr […]“

Das Nationale Olympische Komitee der DDR (Ostdeutsches NOK) wurde 1965 vom Internationalen Olympischen Komitee (IOC) auf der Session in Madrid als Vertretung für die DDR anerkannt, allerdings unter dem Namen Ostdeutsches NOK. Erst auf der IOC-Session während der Sommerspiele 1968 mit Wirkung zum 1. November 1968 wurde beschlossen, dass es in Zukunft NOK der DDR (bzw. engl. GDR) heißt und unter der Hymne und Flagge der DDR antreten dürfe.
Bereits seit 1964 enthielten DDR-Personalausweise den Vermerk „Bürger der Deutschen Demokratischen Republik“. Im Jahr 1967 wurde per Gesetz eine eigene Staatsbürgerschaft für DDR-Bürger festgelegt. Schon ein Jahr darauf wurde im Sinne dieses Gesetzes eine neue Verfassung formuliert, in der die Absicht bekundet wurde, die vom Imperialismus aufgezwungene Teilung Deutschlands durch langsame Annäherung bis hin zur Wiedervereinigung zu beseitigen.
Die Verfassung von 1968 strebte mit Artikel 8 Abs. 2 die „Herstellung und Pflege normaler Beziehungen und die Zusammenarbeit der beiden deutschen Staaten“ an. Der Versuch, eine gesamtdeutsche Verfassung zu etablieren, wurde durch die Festschreibung der Zweistaatlichkeit somit fallen gelassen. Sie postulierte aber im folgenden Satz weiter das Ziel einer „Annäherung der beiden deutschen Staaten bis zu ihrer Vereinigung“.
Die in den vorangegangenen Jahrzehnten noch aktiv propagierte Idee der Wiedervereinigung in einem sozialistischen oder zumindest neutralen Gesamtdeutschland wurde zu dieser Zeit aufgegeben. Stattdessen entwickelte die SED die These von der „sozialistischen deutschen Nation“. Der Text der Nationalhymne der DDR wurde nicht mehr gesungen, die Hymne nur noch intoniert. In Schulbüchern wurde ihr Text allerdings bis zum Ende der DDR weiterhin abgedruckt – er war, entgegen vielen Gerüchten, zu keinem Zeitpunkt verboten.

### Zwei-Staaten-Konzept 1969–1982

#### Bundesrepublik Deutschland

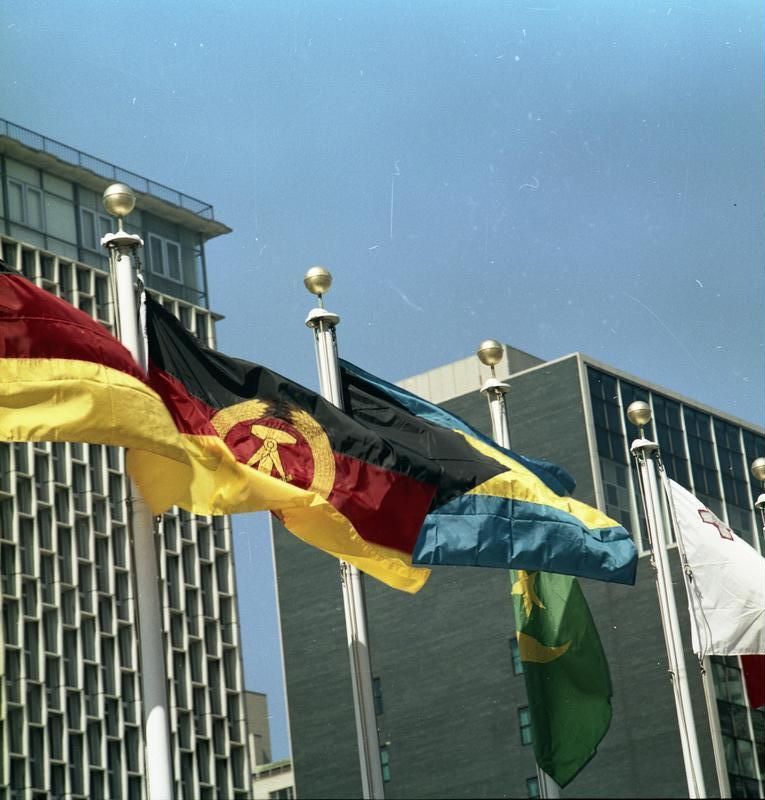
Flaggen der beiden deutschen Länder vor dem Hauptquartier der Vereinten Nationen in New York City, als beide Länder den Vereinten Nationen beitraten, 18. September 1973

Als 1969 eine neue Koalition unter Bundeskanzler Willy Brandt die Regierung übernahm, änderte sich die neue Ostpolitik immer deutlicher. Infolgedessen konnte die DDR an internationalem Status gewinnen und diplomatische Beziehungen zu knapp 130 Ländern etablieren. Die sozial-liberale Koalition aus SPD und FDP zeigte von Anfang an ihre Bereitschaft zur Anerkennung der DDR als zweiten deutschen Staat. Deutlich wurde dies im Moskauer und Warschauer Vertrag 1970 (siehe auch Moskauer Vertrag) sowie im 1972 geschlossenen Grundlagenvertrag, in dem die Bundesrepublik ihren Alleinvertretungsanspruch aufgab und zum Prinzip der Gleichberechtigung überging mit dem Ziel einer Normalisierung der Beziehungen. Es wurden ständige Vertreter mit Sitz bei der jeweiligen Regierung in Bonn und Ost-Berlin ausgetauscht, für die das Wiener Übereinkommen über diplomatische Beziehungen entsprechend galt. Obwohl sie sich gegenseitig als zwei unabhängige und souveräne Länder anerkannten, wurde die Beziehung zwischen den beiden Seiten immer noch als eine besondere Beziehung zwischen den beiden Deutschlands angesehen, sodass es nicht möglich war, Botschaften und offizielle diplomatische Beziehungen aufzubauen. Am 14. März 1974 unterzeichneten die beiden Länder ein Protokoll zur Einrichtung von Vertretungen beider Länder zur Aufnahme inoffizieller diplomatischer Beziehungen. Das stand im Einklang mit einem der Artikel im Grundlagenvertrag von 1972.
Der Beitritt beider deutscher Staaten zur UNO 1973 und die Schlussakte von Helsinki 1975 machte die Anerkennung der souveränen DDR als Subjekt des Völkerrechts – wobei eine hiervon unabhängige völkerrechtliche Anerkennung aber stets verwehrt und lediglich die staatsrechtliche bestätigt wurde – von der Bundesrepublik Deutschland erforderlich, die aber schon im Moskauer Vertrag von 1970 die Souveränität und den Status quo der DDR bekräftigte. Auch die DDR musste die Bundesrepublik anerkennen. Nach wie vor betrachtete man es als zentrale politische Aufgabe, die Einheit der Nation – wie im Grundgesetz formuliert – zu wahren.

#### Deutsche Demokratische Republik
Die Deutsche Demokratische Republik versuchte seit Beginn der 1970er Jahre, ihr Konzept von den zwei deutschen Staaten durch eine Zwei-Staaten-Theorie zu ergänzen. Damit wollte man den Anspruch auf völkerrechtliche Anerkennung unterstreichen. Diese Sicht wurde auch von der Sowjetunion sowie von den meisten Ostblockstaaten geteilt.
Nachdem die Sozialistische Einheitspartei Deutschlands (SED) seit ihrem VIII. Parteitag im Juni 1971 die Abgrenzungspolitik der DDR zur Bundesregierung verschärft hatte, ließ sie Institutionen, die den Zusatz „deutsch“ im Namen trugen, umbenennen, umstrukturieren oder auflösen.
Von dieser Position her bedeutete der Grundlagenvertrag von 1972 einen Teilerfolg. Die Aufnahme der DDR als 133. und der Bundesrepublik Deutschland als 134. Mitglied der Weltorganisation, die am 18. September 1973 per Akklamation erfolgte, erfüllte den Wunsch der Deutschen Demokratischen Republik auf endgültig vollständige internationale Anerkennung als Völkerrechtssubjekt. Um den diplomatischen Realitäten gerecht zu werden, änderte die DDR 1974 ihre Verfassung und gab damit offiziell das Ziel der Wiedervereinigung auf. Darüber hinaus verzichtete die DDR mit dieser Novelle offiziell auf die Identität eines geeinten deutschen Volkes, indem sie nur noch den Begriff „Deutsche Demokratische Republik“ verwendete. Während die Bundesrepublik das Verhältnis der beiden deutschen Staaten als Sonderbeziehung ansah, betrachtete die DDR die westdeutsche Nation als völlig fremdes Land wie jedes andere Land auch. Mit der Aufnahme diplomatischer Beziehungen der DDR zu den USA im Dezember 1974 hatten beide deutschen Staaten zu diesem Zeitpunkt diplomatische Beziehungen zu allen vier Besatzungsmächten in Deutschland aufgenommen.
Die Geraer Forderungen stellten aus Sicht der DDR die nächsten Schritte zur Zementierung der Teilung dar. Im Westen fanden diese Positionen auf Seiten der Friedensbewegung und des linken Flügels der SPD zunehmend Zuspruch. Mit dem gemeinsamen Papier von SPD und SED (27. August 1987) wurde eine Abkehr vom Ziel der Wiedervereinigung in Freiheit deutlich.

### Kohl – Gorbatschow – Honecker 1982–1989

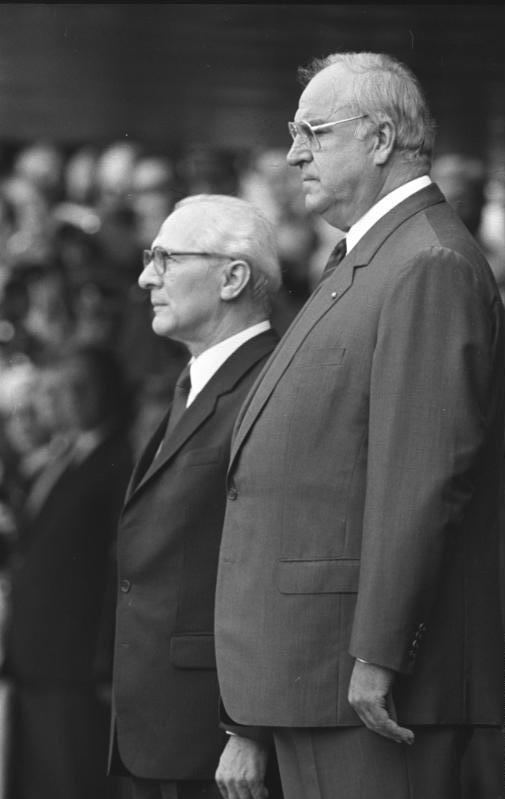
Erich Honecker und Helmut Kohl in Bonn, 7. September 1987

Obwohl Helmut Kohl die Deutschlandpolitik seiner Vorgänger lediglich fortzuführen gedachte, indem er sich zu den bestehenden Verträgen bekannte und eine Zusammenarbeit mit der DDR auf den bisher gelegten Fundamenten anstrebte, zeichnete sich doch bald ein Wandel ab. Zum einen forcierte er deutlich die europäische Einigungspolitik, nicht ohne immer wieder zu betonen, dass zu einer wirklichen Einigung auch die Lösung der deutschen und Berlin-Frage zähle. Zum anderen intensivierte er den Kontakt zur DDR durch vertragliche Vereinbarungen, wobei seine Regierung gleichzeitig verdeutlichte, dass sie gemäß dem Grundgesetz der Freiheit erste Priorität einräume.
Trotz dieser klaren Position, die Helmut Kohl und seine Minister der DDR gegenüber einnahmen, erreichte er durch Vertragsverhandlungen und in persönlichen Telefonaten mit Mitgliedern der DDR-Führung eine Intensivierung der gegenseitigen Beziehungen. In den angestrebten Verträgen standen zumeist menschliche Belange im Vordergrund des Interesses der westdeutschen Regierung, etwa bei den Familienzusammenführungen. Auch konnte man 1984 die DDR-Führung dazu bewegen, die Selbstschussanlagen an der innerdeutschen Grenze zu beseitigen. Als Gegenleistung gewährte man hierfür nicht selten Kredite, die die wirtschaftlich angeschlagene Deutsche Demokratische Republik dringend benötigte.
Mit dem Amtsantritt Michail Gorbatschows als Generalsekretär der KPdSU im Jahr 1985 begann die Schlussphase des Kalten Krieges, die auch große Wirkung auf den Prozess der Wiedervereinigung Deutschlands hatte. Die Politik Gorbatschows trug wesentlich zur weltweiten und zur innerdeutschen Entspannung bei. Daneben kam es im September 1987 zum lange geplanten (Gegen-)Besuch Honeckers in Bonn, bei dem ein Strahlenschutzabkommen, ein gemeinsames Umweltschutzabkommen und eine generelle Vereinbarung über die Zusammenarbeit auf wissenschaftlich-technischem Gebiet geschlossen wurde. Während des Besuchs erklärte Honecker, dass sich die beiden Länder aufgrund des ideologischen Konflikts zwischen Sozialismus und Kapitalismus nicht vereinen könnten. Die DDR-Führung sah das Ereignis als Höhepunkt der Anerkennung, in der Berichterstattung hieß es vielfach, dass mit dem Honecker-Besuch „beide deutsche Staaten die Normalität der Teilung zelebrierten“.

## Ende der Teilung durch die Wiedervereinigung 1989–1990

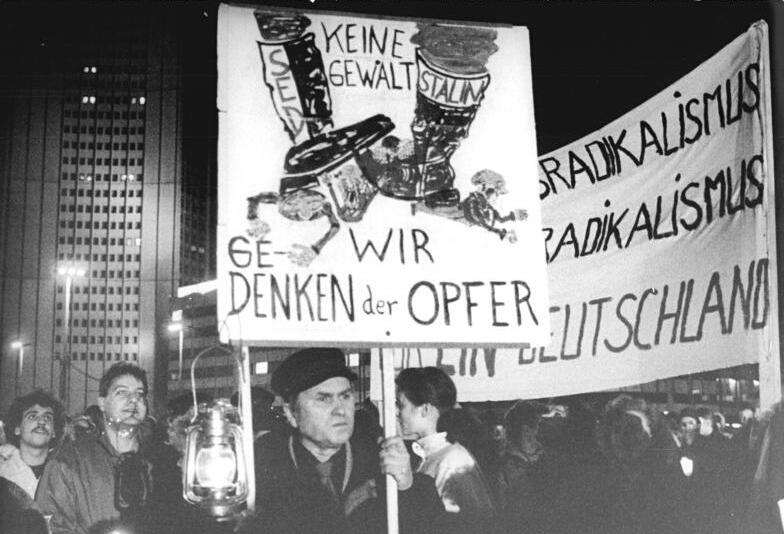
Montagsdemonstration in Leipzig, 18. Dezember 1989

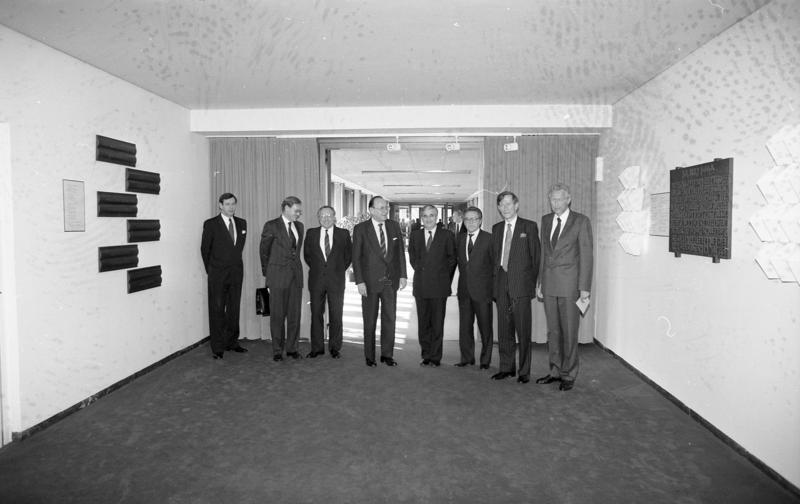
Zusammenkunft der ersten Gesprächsrunde nach der in Ottawa vereinbarten Formel „2+4“ auf Beamtenebene im Auswärtigen Amt, 14. März 1990

Das Ende der Teilung Deutschlands wurde mit der Öffnung der Mauer am 9. November 1989 eingeläutet. Als Nächstes kam die Demokratisierung Ostdeutschlands. Zur rechtlichen Wirklichkeit wurde die Deutsche Einheit aber nach Art. 1 Abs. 1 des Einigungsvertrags erst „mit dem Wirksamwerden des Beitritts der Deutschen Demokratischen Republik zur Bundesrepublik Deutschland gemäß Artikel 23 des Grundgesetzes am 3. Oktober 1990“ (beschlossen durch die Volkskammer der DDR am 23. August 1990), wodurch das Grundgesetz für die Bundesrepublik Deutschland seinen provisorischen Charakter verloren hat. Obwohl die Berliner Mauer gefallen war, glaubten die Staats- und Regierungschefs beider Länder zunächst, dass eine Vereinigung nicht möglich sei. Auch drei der vier alliierten Besatzungsmächte äußerten Vorbehalte gegenüber der deutschen Vereinigung. Die Berliner Zeitung berichtete am 13. November von einem Telefongespräch zwischen Egon Krenz und Helmut Kohl unter der Überschrift „Wiedervereinigung nicht auf der Tagesordnung“. Eine Woche später wandte sich Krenz in einem Interview mit dem Fernsehsender CNN gegen Spekulationen, dass die Öffnung der deutsch-deutschen Grenzen eines Tages zur Wiedervereinigung führen werde. Nachdem Bundeskanzler Helmut Kohl am 28. November 1989 ein Zehn-Punkte-Programm vorgeschlagen hatte, in dem die deutsche Einheit erwähnt wurde, brachten die USA ihre Unterstützung zum Ausdruck, doch die Sowjetunion, das Vereinigte Königreich und Frankreich waren dagegen. Der neue Vorsitzende des Ministerrates, Hans Modrow, lehnte das Programm als „an den Realitäten“ und der Souveränität der DDR vorbeigehend ab; eine Vereinigung sei „nicht auf der Tagesordnung“. Mit dem Zwei-plus-Vier-Vertrag vom 12. September 1990 legten beide deutsche Staaten in Verhandlungen die Grundlage für die deutsche Wiedervereinigung, die am 3. Oktober 1990 zum Beitritt der DDR zur Bundesrepublik Deutschland führte. Durch den Beitritt nach Art. 23 GG (a. F.) wurde das Verfassungsrecht der DDR beseitigt und durch das Grundgesetz als Verfassung ersetzt mit allen Konsequenzen, die in einer solchen Verfassungsübernahme liegen; es ist damit nicht notwendig gewesen, dass sich das – nun wiedervereinigte – deutsche Volk eine neue Verfassung geben müsste. Mit der Bundestagswahl 1990 und den Landtagswahlen wurde das Grundgesetz allgemein akzeptiert, sodass es einer weiteren Legitimation durch die Westdeutschen gemäß Art. 146 (a. F.) nicht mehr bedurfte. Da das Grundgesetz „nunmehr gemeinsame gesamtdeutsche Verfassung (Art. 3 Einigungsvertrag)“ wurde, hatte der Artikel 146 seinen Zweck erfüllt und wurde folglich obsolet. Es hat sich als rechtliche Grundordnung und Grundlage aller anderen Gesetze bewährt.
Die Präambel des Grundgesetzes stellt in den Sätzen 1 und 3 klar, dass das Grundgesetz Geltung auf Dauer beansprucht. Dem steht auch nicht Art. 146 GG entgegen; dieser verweist lediglich darauf, dass es dem deutschen Volk möglich ist, kraft seiner verfassunggebenden Gewalt das Grundgesetz durch eine neue Verfassung abzulösen.

## Deutsch-deutsche Befindlichkeiten
Im bundesdeutschen öffentlich-rechtlichen Fernsehen – das sich selbst stets als „Deutsches Fernsehen“ bezeichnete (analog dazu bis 1972 der „Deutsche Fernsehfunk“ als staatliches Fernsehen der DDR) – wurden von 1976 bis zur Wiedervereinigung für die Wettervorhersage Europakarten ohne Staatsgrenzen benutzt. So wurde ein politisches Statement hinsichtlich der Zugehörigkeit oder Nicht-Zugehörigkeit der DDR vermieden. Die erste Wetterkarte mit den Umrissen des vereinigten Deutschlands zeigte die Tagesschau am 13. Juni 1990.
Am 21. September 1971 verlor auf Anweisung des Politbüros der SED der Deutschlandsender das „Deutschland“ aus seinem Namen.